# Budai-díj
A Budai-díjat 1994 óta évente az oktatást, nevelést legjobban segítő könyvért és CD-ért ítélik oda. Átadása a Budapesti Nemzetközi Könyvfesztiválon történik minden év áprilisában. Az adományozó eredetileg a XI. kerületi önkormányzat volt, a könyvfesztivál Millenárisra költözése után pedig a II. kerületi önkormányzat. A zsüri az önkormányzat által felkért gyakorló tanárokból áll.

## Díjazottak
| Év   | Könyv | CD |
| ---- | --- | --- |
| 1999 | a Műszaki Könyvkiadó Természettudományi tankönyvcsaládja                                                                | |
| 2006 | Kovács Attila Zoltán: Nevető Erdély (Kráter Műhely Egyesület)                                                           | Kossuth Kiadó Hangoskönyv-sorozata |
| 2009 | Fodor István: Őstörténet és honfoglalás (Magyarország története könyvsorozat első kötete, Kossuth Könyvkiadó)           | Hangzó Helikon sorozat, Radnóti Miklósról szóló CD (Gryllus Kiadó)                                                                       |
| 2011 | Eöri Vilma: Magyar értelmező szótár diákoknak (Tinta Könyvkiadó)                                                        | Örkény István: Mese-levelek, Mácsai Pál tolmácsolásában (Irodalmi Fülbevalók sorozat, Kossuth Kiadó)                                     |
| 2012 | Magyar királynék és nagyasszonyok könyvsorozat (Duna International)                                                     | |
| 2013 | Nyáry Krisztián: Így szerettek ők (Corvina Kiadó)                                                                       | Rájátszás – költészet popritmusban (Bookline)                                                                                            |
| 2014 | Kérdések és válaszok sorozat (Napkút kiadó)                                                                             | Gárdonyi Géza: A láthatatlan ember (hangoskönyv, Titis Kiadó)                                                                            |
| 2015 | | A Nagy Háború, 1914–1918. Kézzelfogható hadtörténelem (Zrínyi Kiadó)                                                                     |
| 2016 | 100 magyar népmese (Alexandra Kiadó)                                                                                    | Lázár Ervin meséit tartalmazó könyv-CD. (Napkút Kiadó és Petőfi Irodalmi Múzeum)                                                         |
| 2019 | POKET zsebkönyvek (Sztalker csoport) Háy János: Kik vagytok ti? Háy János                                               | |
| 2024 | Csiffáry Gabriella: Akiktől más lett a világ – Magyar találmányok, felfedezések és újítások 1-.2. kötet (Corvina Kiadó) | Márai Sándor, Hamvas Béla és Weöres Sándor műveiből összeállított Füveskönyvek CD a Kőszegi Felsőbbfokú Tanulmányok Intézete kiadásában. |